# Skulpturenpark Moskau

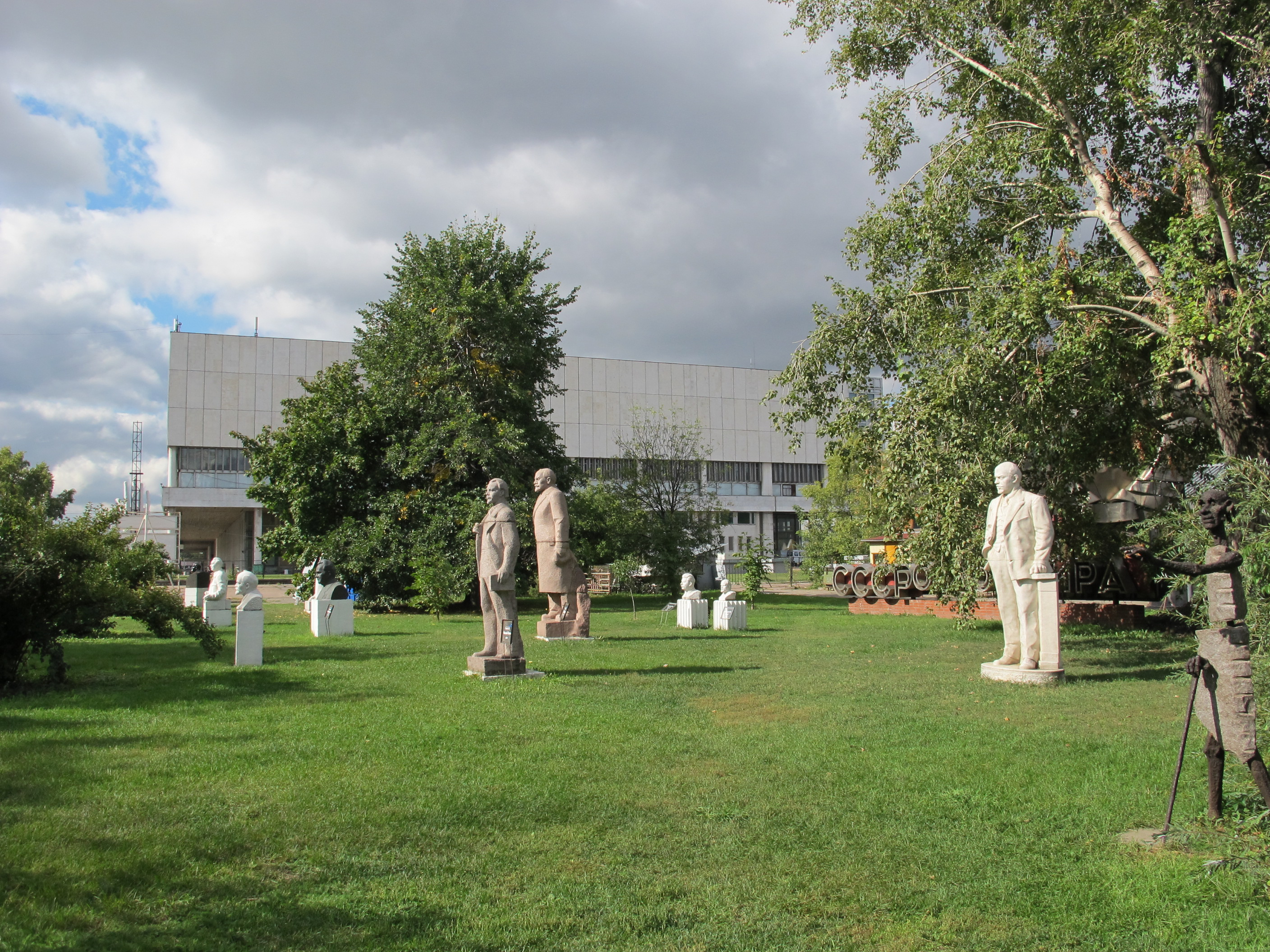
Skulpturenpark Moskau

Der Skulpturenpark ist ein Park der Tretjakow-Galerie in der russischen Hauptstadt Moskau.
Er befindet sich neben dem Ausstellungszentrum Zentrales Haus des Künstlers (Zentralny dom chudoschnika, ZDCh) an der Straße Krymski wal gegenüber dem Haupteingang in den Gorki-Park.
Im 1992 gegründeten Skulpturenpark sind zahlreiche Statuen aus der Zeit der Sowjetunion aufgestellt, die sich zuvor an verschiedenen Stellen Moskaus befanden. Darunter sind Denkmäler für Felix Dserschinski (Skulptor Jewgeni Wutschetitsch 1958, ehemals am Lubjanka-Platz), Josef Stalin (Sergei Merkurow 1938, zunächst beim sowjetischen Pavillon auf der Weltausstellung in New York 1939, dann bis zur Entstalinisierung um 1960 im Ismailowoer Park). Auch befand sich hier 2005–2017 das Denkmal für Maxim Gorki (Iwan Schadr, fertiggestellt von Wera Muchina 1951, vor 2005 und ab 2017 auf dem Platz vor dem Belarussischen Bahnhof).
Seit dem 13. Juli 2019 steht eine Love Hate Skulptur der deutschen Künstlerin Mia Florentine Weiss im Skulpturenpark.
Koordinaten: 55° 43′ 58″ N, 37° 36′ 19″ O